# آذرخش‌ددان
آذرخش‌ددان (نام علمی: Astrapotheriidae) نام یک تیره از راسته آذرخش‌ددسانان است.